# Nicolau Mir
Pour les articles homonymes, voir Mir.
Nicolau Mir Rosselló (né le 10 mai 2000 à Palma de Majorque) est un gymnaste artistique espagnol.
Il remporte la médaille d'or par équipes lors des Jeux méditerranéens de 2018.

## Jeux méditerranéens
- Tarragone 2018
  -  médaille d'or au concours général par équipes